# Чемпионат Литвы по футболу 2006
А Лига 2006 (лит. A Lyga 2006) — 18-й сезон чемпионата Литвы по футболу со времени восстановления независимости Литвы в 1990 году. Он начался 15 апреля и закончился 12 ноября 2006 года.
Состав А Лиги не изменился по сравнению с прошлым сезоном, поэтому по его итогам ни 1 клуб не покинул элитный дивизион. Чемпионат проходил в 4 круга по системе «каждый с каждым».
Чемпион получил право стартовать в первом квалификационном раунде Лиги чемпионов, а клуб, занявший второе место, и «Судува» (5-е место), как обладатель Кубка Литвы-2006, — в первом отборочном раунде Кубка УЕФА. Команда, занявшая третье место, участвовала в Кубке Интертото с первого раунда.

## Турнирная таблица
| М  | Команда    | И  | В  | Н  | П  | Мячи     | ±   | О  | Примечания                                        |
| -- | ---------- | -- | -- | -- | -- | -------- | --- | -- | ------------------------------------------------- |
| 1  | ФБК Каунас | 36 | 28 | 4  | 4  | 85 − 30  | +55 | 88 | 1-й квалификационный раунд Лиги чемпионов 2007/08 |
| 2  | Экранас    | 36 | 20 | 7  | 9  | 63 − 39  | +24 | 67 | 1-й отборочный раунд Кубка УЕФА 2007/08           |
| 3  | Ветра      | 36 | 17 | 10 | 9  | 49 − 35  | +14 | 61 | Первый раунд Кубка Интертото 2007                 |
| 4  | Жальгирис  | 36 | 14 | 12 | 10 | 52 − 39  | +13 | 54 |                                                   |
| 5  | Судува     | 36 | 15 | 8  | 13 | 48 − 44  | +4  | 53 | 1-й отборочный раунд Кубка УЕФА 2007/08           |
| 6  | Атлантас   | 36 | 14 | 10 | 12 | 46 − 41  | +5  | 52 |                                                   |
| 7  | Вильнюс    | 36 | 11 | 14 | 11 | 46 − 40  | +6  | 47 |                                                   |
| 8  | Шяуляй     | 36 | 10 | 11 | 15 | 42 − 46  | −4  | 41 |                                                   |
| 9  | Шилуте     | 36 | 5  | 3  | 28 | 25 − 77  | −52 | 18 | Переходные матчи                                  |
| 10 | Невежис    | 36 | 4  | 5  | 27 | 35 − 100 | −65 | 17 | Вылет в Первую лигу 2007                          |

И — игры, В — выигрыши, Н — ничьи, П — проигрыши, Мячи — забитые и пропущенные голы, ± — разница голов, О — очки

## Бомбардиры
С. Кузнецов («Ветра» ) — 18, И. Галюза(«Шяуляй») — 16, М. Савенас («Экранас») — 16.